# Intermittenza

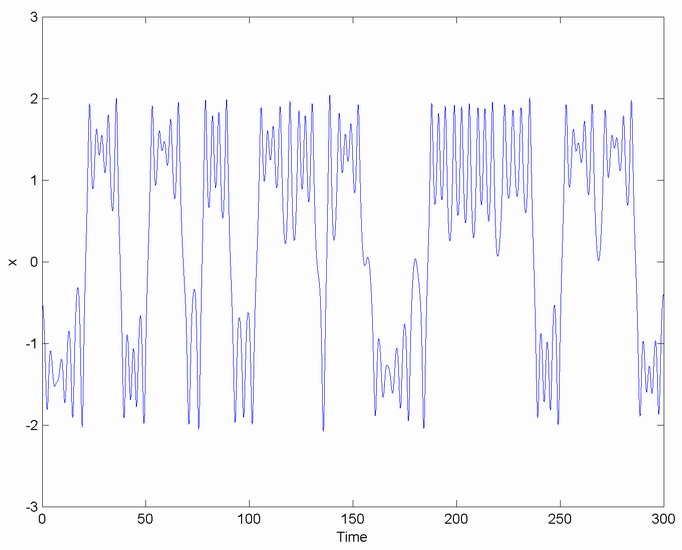
Salti intermittenti tra due buche di potenziale nell'oscillatore di Duffing forzato. Questo è un esempio di intermittenza indotta da crisi.

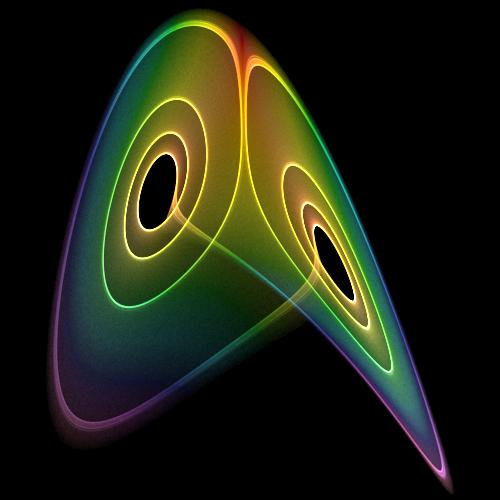
Attrattore di Lorenz che mostra intermittenza. Il sistema trascorre lunghi periodi vicino all'orbita periodica luminosa, allontanandosi occasionalmente per fasi di dinamica caotica che coprono il resto dell'attrattore. Questo è un esempio di dinamica di Pomeau-Manneville.

In fisica matematica, in particolare nella teoria dei sistemi dinamici, l'intermittenza è l'alternanza irregolare di fasi di dinamica apparentemente periodica e caotica (dinamica di Pomeau-Manneville), o di diverse forme di dinamica caotica (intermittenza indotta da crisi).

## Descrizione ed esempi
Pomeau e Manneville descrissero tre strade verso l'intermittenza, in cui un sistema quasi periodico mostra esplosioni di caos a intervalli irregolari. Questi (tipo I, II e III) corrispondono all'approcciarsi a una biforcazione a nodo sella, a una biforcazione subcritica di Hopf, o ad una biforcazione inversa con raddoppio del periodo. Nelle fasi apparentemente periodiche il comportamento è solo quasi periodico, un lento allontanamento da un'orbita periodica instabile. Alla fine il sistema si allontana abbastanza dall'orbita periodica da poter essere soggetto a dinamiche caotiche nel resto dello spazio delle fasi, fino a quando non si avvicina nuovamente all'orbita e ritorna al comportamento quasi periodico. Poiché il tempo trascorso vicino all'orbita periodica dipende sensibilmente da quanto il sistema si è avvicinato ad essa (a sua volta determinato da ciò che accade durante il periodo caotico), la lunghezza di ciascuna fase è imprevedibile.
Un altro scenario, l'intermittenza on-off, si verifica quando un attrattore caotico, precedentemente trasversalmente stabile, con dimensione inferiore a quella dello spazio di immersione, inizia a perdere stabilità. Orbite quasi instabili all'interno delle orbite dell'attrattore possono sfuggire nello spazio circostante, producendo un'esplosione temporanea prima di tornare all'attrattore.
Nell'intermittenza indotta da crisi un attrattore caotico soffre di una crisi, ossia quando cui due o più attrattori attraversano i confini del bacino di attrazione dell'altro. Quando un'orbita si muove lungo il primo attrattore, può attraversare la frontiera ed essere attratta dal secondo attrattore, dove rimarrà fino a quando la sua dinamica non la sposterà di nuovo attraverso la frontiera.
Il comportamento intermittente è comunemente osservato nei flussi di fluidi turbolenti, o nei pressi della transizione alla turbolenza. In flussi fortemente turbolenti (numero di Reynolds molto elevato), l'intermittenza è osservata nella dissipazione irregolare dell'energia cinetica e nella dipendenza anomala degli incrementi di velocità in funzione della scala spaziale. Tale tipo di intermittenza nel caso bidimensionale la si osserva sulle scale della cascata diretta di enstrofia, ma non in quelle della cascata inversa di energia. Intermittenza in fluidodinamica è presente anche nell'alternanza irregolare tra flusso turbolento e non turbolento che appare nei getti turbolenti e in altri flussi turbolenti privi di pareti. Nel flusso all'interno di tubi, e in altri flussi delimitati da pareti, ci sono "soffi" intermittenti che sono centrali nel processo di transizione dal flusso laminare a quello turbolento.
Il comportamento intermittente è stato anche dimostrato sperimentalmente nei circuiti oscillanti e nelle reazioni chimiche.

### Approfondimenti
- A. D. Staicu, Intermittency in Turbulence (PDF), Eindhoven University of Technology, 2002.
- J. C. Vassilicos, Intermittency in turbulent flows, Cambridge University Press, 2000,  p. 288, ISBN 0-521-79221-5.